# Coppa delle Nazioni U23 UCI 2007
La Coppa delle Nazioni U23 UCI 2007 fu la prima edizione della competizione organizzata dalla Unione Ciclistica Internazionale, passaggio obbligato per i ciclisti di meno di 23 anni che desideravano partecipare alle gare a loro riservate nel Campionato del mondo di ciclismo su strada 2007. Comprendeva sei gare ed era riservata alle squadre nazionali, permettendo loro di accumulare punti e determinare il numero di posti assegnati a ciascuna di esse al campionato del mondo.

## Calendario
| Data                | Gara                                 | Vincitore                  | Vincitore (Nazioni) | Leader (Nazioni) |
| ------------------- | ------------------------------------ | -------------------------- | ------------------- | ---------------- |
| 30 marzo-1º aprile  | Grand Prix du Portugal (2007)        | Vitor Rodrigues            | Portogallo          | Portogallo       |
| 18 aprile           | La Côte Picarde (2007)               | Simon Špilak               | Slovenia            | Slovenia         |
| 21 aprile           | Liegi-Bastogne-Liegi Under-23 (2007) | Grega Bole                 | Slovenia            | Slovenia         |
| 26 aprile-1º maggio | Giro delle Regioni (2007)            | Rui Alberto Faria da Costa | Portogallo          | Slovenia         |
| 22-26 agosto        | Grand Prix Tell (2007)               | Anton Rešetnikov           | Russia              | Slovenia         |
| 6-15 settembre      | Tour de l'Avenir (2007)              | Bauke Mollema              | Paesi Bassi         | Slovenia         |

## Classifica finale
| Pos. | Paese       | Punti |
| ---- | ----------- | ----- |
| 1    | Slovenia    | 108   |
| 2    | Francia     | 106   |
| 3    | Danimarca   | 102   |
| 4    | Paesi Bassi | 79    |
| 5    | Russia      | 73    |
| 6    | Portogallo  | 71    |
| 7    | Germania    | 67    |
| 8    | Italia      | 64    |
| 9    | Spagna      | 47    |
| 10   | Belgio      | 47    |